# Буран 1.02
Буран 1.02 (2К, 11Ф35) — другий льотний екземпляр багаторазового космічного корабля типу «Буран», за непідтвердженими даними носив ім'я «Буря», в зарубіжній літературі називався «Пташкою».
Доставлений на космодром Байконур 23 березня 1988. При транспортуванні відразу після зльоту відмовив один з двигунів літака-носія ВМ-Т "Атлант", і протягом усього польоту за літаком висів шлейф витікаємого гасу.
На відміну від знищеного при обваленні покрівлі ангара «Бурана», другий корабель при цьому не постраждав, тому що зберігався в особливо міцній будівлі, спеціально розрахованій щоб витримати сильний вибух — приміщенні 80 на т. зв. «Майданчику 112а», де багаторазові космічні кораблі повинні були заправлятися перед польотом пальним, зрідженими газами та іншими вибухонебезпечними речовинами.
Повинен був здійснити другий політ (IV кв. 1991 р.) В автоматичному режимі зі стикуванням з пілотованою станцією «Мир» з відвідуванням екіпажу на орбіті й подальшою автоматичною посадкою. Готовність до польоту на початок 1993 року оцінювалася в 95-97%.
За минулі роки корабель 1.02, майже повністю готовий до польоту на початку 1990-х, був розукомплектований.

## Технічні вдосконаення
Останній корабель першої серії (1.02) вийшов перехідним до другої серії
Носовий кок, що за своїм виглядом повторював аналогічний у шатла, виявився надлишковим з погляду розподілу максимальних температур. З одного боку, зона максимального нагріву була меншою за його площу, а з іншого – через великий гіперзвуковий кут атаки (до 39°) вона була зміщена в нижню частину кока, що викликало надто великий перепад температур (і внутрішніх напруг) у його верхній частини. Напрошувалося зменшення розміру (площі) носового кока з його одночасним зміщенням до максимальної зони температур (критичної точки). Це й було
зроблено, причому новий "укорочений" носовий кок "встиг" отримати і виріб 1.02. 
Крім нового носового кока, виріб 1.02 отримав нову систему управління, новий кіль та нову передню стійку шасі.

## Приналежність корабля
Після розпаду СРСР, коли Байконур став частиною території Казахстану, склалася поширена думка, що Росії відповідно до договору оренди космодрому належать (на правах власності або довгострокової оренди) тільки ті об'єкти інфраструктури, які використовуються в ході поточної космічної діяльності. У зв'язку з цим часто робився помилковий висновок, що після припинення програми «Енергія-Буран», інфраструктура що лишилася, включаючи зразки орбітальних кораблів, макети та блоки ракет-носіїв, стартовий і посадковий комплекси, та інше, цілком відійшла Казахстану. Насправді корабель спочатку належав Росії, однак внаслідок різник схем корабель був проданий й пізніше перепроданий компаніям, які не мають відношення до космонавтики.
В даний час знаходиться на Байконурі, на майданчику 112а, в Приміщенні 80 (Монтажно-заправний корпус — МЗК), є власністю російсько-казахської компанії «Аеліта».
З 2007 року в центральному парку культури і відпочинку ім. Горького встановлений масово-габаритний макет 55°43′43″ пн. ш. 37°35′48″ сх. д. / 55.72861° пн. ш. 37.59667° сх. д.)), довгий час знаходився на майданчику 254. Сам «Буран» 1.02 зберігається на Байконурі в монтажно-заправному корпусі (МЗК), вільний доступ до якого відсутній.
Проте це не завадило в травні 2021 року групі вандалів потрапити до ангара та розмалювати графіті корпус космічного апарата.
22 листопада 2004 «Буран» 1.02 був переданий підрозділом РКК «Енергія» фірмі «Інфракос». 7 червня 2005 він був переданий російсько-казахстанській компанії «Аеліта». На початок 2009 року власник «Бурана» 1.02 більше не змінювався.